# Estornell de l'illa de Rennell
L'estornell de l'illa de Rennell (Aplonis insularis) és un ocell de la família dels estúrnids (Sturnidae). El seu estat de conservació es considera de risc mínim.

## Hàbitat i distribució
Habita boscos i zones obertes de l'illa Rennell, a les Salomó meridionals.